# نادي هسن كاسل
نادي هسن كاسل هو نادي كرة قدم ألماني أٌسس عام 1998. يلعب النادي في Regionalliga Südwest ‏.